# 菅野七郎
菅野 七郎（かんの しちろう、1902年1月1日 - 没年不詳）は、日本の俳優である。本名同じ。

## 来歴・人物
1902年（明治35年）1月1日、福島県相馬郡原町（後の同県原町市、現在の同県南相馬市原町区）に生まれる。
旧制中学校を中退後、満州に渡り各地を放浪していたが、1922年（大正11年）、徴兵のため帰国。その後、会社員を経て1923年（大正12年）8月、松竹蒲田撮影所に入社。同年8月18日に公開された島津保次郎監督映画『貫一と満枝』（『寛一と満枝』）で映画初出演。以降、数本の作品に脇役として出演するが、1925年（大正14年）に発行された『日本映画年鑑 大正十三・十四年』（東京朝日新聞）によれば、菅野自身の代表作は1925年（大正14年）2月21日に公開された吉野二郎監督映画『呪の女』であるという。その後、1929年（昭和4年）春にはマキノ・プロダクション御室撮影所に移籍し、数本の作品に出演した。
『日本映画俳優名鑑 昭和四年版』など、一部の資料によれば、東京府荏原郡蒲田町御園（後の東京府東京市蒲田区御園町、東京都大田区御園、現在の東京都大田区新蒲田・西蒲田辺り）、後に京都府葛野郡花園村マキノスタジオ内に住み、身長は5尺4寸（約163.6センチメートル）、体重は15貫500匁（約58.1キログラム）、趣味は運動、音楽、読書で、嗜好物は果物、支那料理であるという旨が記されている。
その後、正確な年月日は不明だが、間もなくマキノプロを退社し、1931年（昭和6年）8月に帝国キネマ演芸から改称された新興キネマ太秦撮影所に移籍。1933年（昭和8年）4月27日に公開された田中重雄監督映画『青島から来た女』に出演して以降の記録が見当たらず、以後の消息は不明である。トーキー作品への出演は1作もなく、出演作品はすべてサイレント映画であった。没年不詳。菅野の来歴について記載されている資料はほとんど存在しない。

## 出演作品

### 松竹蒲田撮影所
全て製作は「松竹蒲田撮影所」、配給は「松竹」、全てサイレント映画である。
- 『貫一と満枝』（『寛一と満枝』）：監督島津保次郎、1923年8月18日公開
- 『呪の女』：監督吉野二郎、1925年2月21日公開
- 『お坊ちゃん』：監督島津保次郎、1926年5月1日公開 - 狼の鉄（馬賊）
- 『熱血の握手』：監督蔦見丈夫、1926年6月23日公開
- 『コスモス咲く頃』：監督野村芳亭、1926年11月18日公開
- 『九官鳥』：監督野村芳亭、1927年1月28日公開 - 医者上田二
- 『父帰る』：監督野村芳亭、1927年3月29日公開 - 次男新二郎
- 『女の影』：監督島津保次郎、1927年8月5日公開
- 『村の医者とモダンガール』：監督大久保忠素、1927年11月18日公開
- 『天使の罪』：監督大久保忠素、1927年12月15日公開
- 『女房紛失』：監督小津安二郎、1928年6月15日公開 - 泥棒（有世流帆）
- 『昭和の女』：監督清水宏、1928年6月26日公開 - 紳士
- 『狂ったローマンス』：監督蔦見丈夫、1928年9月21日公開 - 私立探偵

### マキノ・プロダクション御室撮影所
全て製作は「マキノ・プロダクション御室撮影所」、配給は「マキノ・プロダクション」、全てサイレント映画である。
- 『歓楽の影』：監督稲葉蛟児、1929年8月8日公開
- 『ブルドック・ボーイ』（『ブルドックボーイ』）：監督川浪良太、1929年9月27日公開
- 『微笑』：監督川浪良太、1929年10月4日公開
- 『特急本塁打』：監督三上良二、1930年1月10日公開 - 都生命社長河口益三
- 『少佐の娘』：監督稲葉蛟児、1930年1月10日公開 - 火野構三

### 新興キネマ
全て製作・配給は「新興キネマ」、全てサイレント映画である。
- 『まぼろしの母』：監督清涼卓明、1932年11月1日公開 - 克巳
- 『征けよ熱河へ』：監督清涼卓明、1933年3月8日公開 - 陸軍中尉新城勝巳
- 『青島から来た女』：監督田中重雄、1933年4月27日公開 - 不良横田